# Pentel
Pentel Co., Ltd. (ぺんてる株式会社 Penteru Kabushiki Gaisha) là một doanh nghiệp tư nhân sở hữu Nhật Bản, công ty sản xuất các mặt hàng văn phòng phẩm. Tên gọi bắt nguồn từ một trong những sản phẩm nổi danh nhất của công ty và là cách chơi chữ của các từ tiếng Anh pen và pastel. Pentel cũng đồng thời là nhà phát minh ra công nghệ bút dạ xoá được. Hầu hết các sản phẩm của Pentel được sản xuất tại Nhật Bản, Đài Loan, Hàn Quốc, Mexico và Pháp.
Công ty được cho là đã phát minh ra bút đầu sợi (felt-tip/fibre-tip) năm 1963.
Ngày nay, Pentel sản xuất một loạt các sản phẩm bao gồm dụng cụ viết, hoạ cụ và đồ dùng văn phòng.

## Lịch sử
Công ty được thành lập vào năm 1946 với tên gọi "Công ty Văn phòng phẩm Nhật Bản" (Nihonbungu Kabushiki Gaisha) tại Tokyo bởi Yokio Horie, với mục đích sản xuất bút sáp màu và bút pastel. Những sản phẩm đầu tiên được bán ra thị trường vào năm 1951, tiếp theo là bút chì vào năm 1960.
Năm 1963, Pentel ra mắt bút Sign Pen, một loại bút sợi fibre-tip được sử dụng bởi Tổng thống Hoa Kỳ thời đó Lyndon B. Johnson, người đã mua một tá bút để ký tên trên các bức ảnh, ngoài việc được chọn làm dụng cụ viết chính thức của NASA và được mang lên không gian trong nhiệm vụ Gemini năm 1966. Nhu cầu đối với bút Sign Pen lớn tới nỗi các nhà máy tại Tokyo không thể cung cấp đủ các đơn hàng. Bút Sign Pen là một trong những sản phẩm thành công nhất của Pentel với hơn hai tỷ đơn vị được bán ra.
Năm 1971, công ty đổi tên thành "Công ty Pentel Co. Ltd." và một năm sau, họ ra mắt bút bi mực nước màu xanh lá cây. Horie tiếp tục giữ chức vụ Chủ tịch công ty cho đến khi ông tạ thế năm 2010.
Vào thập kỷ 2010, Pentel ra mắt "Bút lông Pocket", một loại bút fudepen sử dụng hộp tiếp mực cartridge không thấm nước có thể thay thế, tương tự như bút máy (khác với bút cọ thông thường, mà chúng giống như bút dạ.)
Bút cọ (được thiết kế, khuyên dùng cho thư pháp) cũng trở nên phổ biến trong số các họa sĩ truyện tranh, được ưa chuộng dùng vào các tác phẩm của họ thay vì bút nhúng hoặc bút cọ truyền thống. Một trong những nghệ sĩ sử dụng bút Pentel này là Neal Adams.

## Các sản phẩm

### Văn phòng phẩm
Các dòng sản phẩm bao gồm Sharp Kerry, Feel-It,
'Sharp P200 series, Graph 1000, Graphgear (500, 800 và 1000), Graphlet, Sharplet, Smash, Stein, Orenz, OrenzNero  (bút chì cơ hoặc "sharps"); Ain và Hi-Polymer (ngòi bút chì kim, gôm tẩy); Energel (bút mực gel); Vicuna (bút bi mực hybrid); Pentel Pen (bút dạ vĩnh viễn), và Sign Pen (bút dạ ngòi mảnh).
Một loạt các sản phẩm được sản xuất bởi Pentel bao gồm:

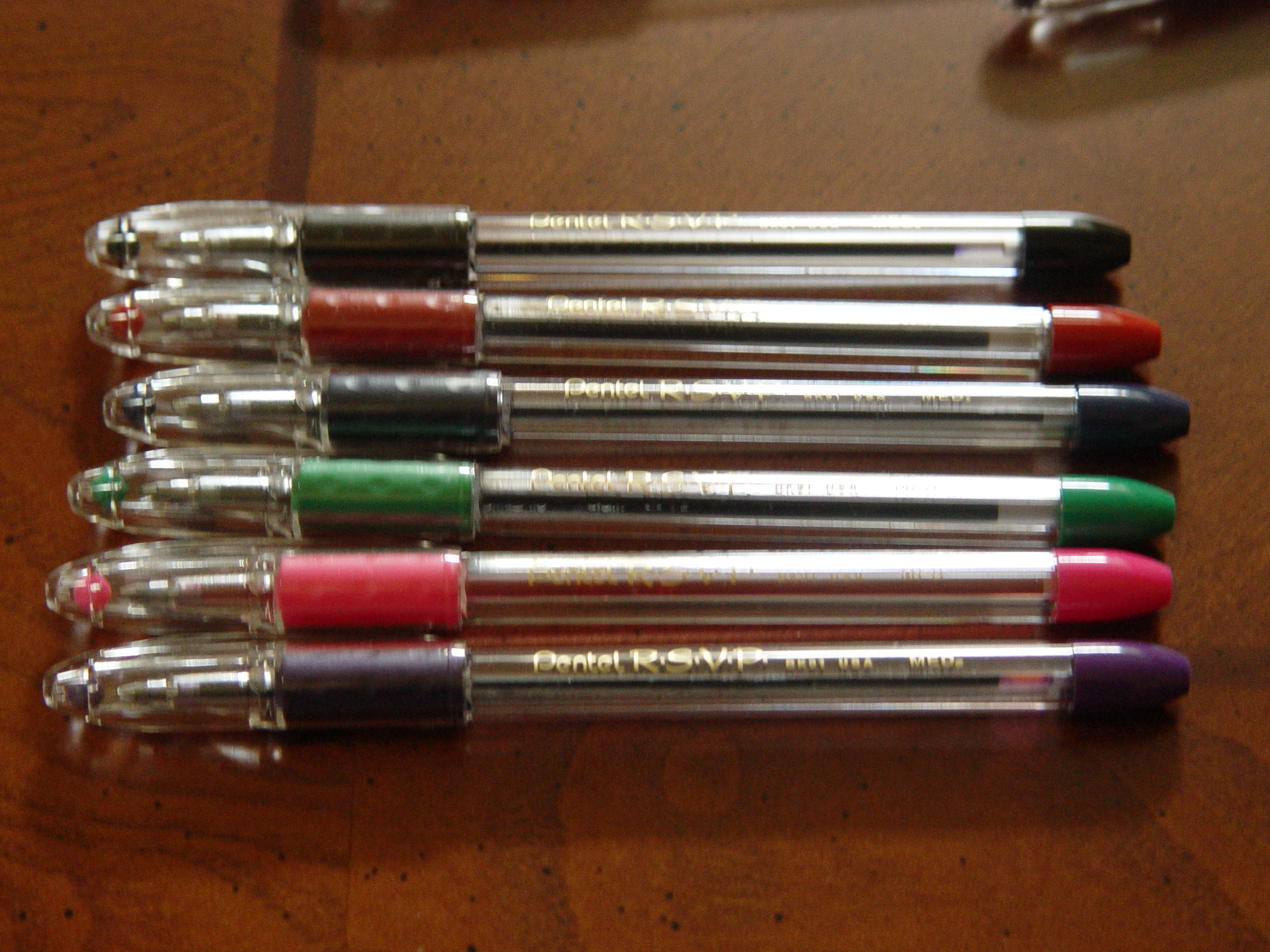
Bút RSVP

| Loại              | Sản phẩm                                                                                         |
| ----------------- | ------------------------------------------------------------------------------------------------ |
| Dụng cụ viết      | Bút rollerball, bút gel, bút bi, bút chì cơ, bút máy, bút dạ, bút dạ quang, bút cọ, ruột nạp bút |
| Hoạ cụ            | Phấn màu, sáp màu, màu nước                                                                      |
| Dụng cụ văn phòng | Gôm tẩy, bút xoá, băng xoá, hồ dán                                                               |

### Các sản phẩm khác
Các sản phẩm thiết bị điện tử và thiết bị sản xuất do Pentel sản xuất bên cạnh văn phòng phẩm:
- Thiết bị điện tử – Màn hình cảm ứng, bút điện tử (bút tablet tinh thể lỏng), switch cảm ứng, bút điện tử (airpen)
- Thiết bị sản xuất  – dành cho công nghiệp robot, máy móc dây chuyền công nghiệp tự động, khuôn bơm ép chính xác cao, máy ép tay chính xác
- Nguồn cung OEM (OEM Division) – các thiết bị mỹ phẩm, văn phòng phẩm, nguồn cung văn phòng, thiết bị y tế